# Thórdur Gudjonsson
En aquest nom islandès, el darrer nom és un patronímic, no pas un cognom. La manera de referir-se a aquesta persona és pel nom de pila.
Þórður Guðjónsson (Thórdur Gudjonsson) (Akranes, 4 d'octubre de 1973) és un exfutbolista islandès, que ocupava la posició de migcampista.
Va destacar a l'IA Akranes de la Primera islandesa, tot marcant 36 gols en 53 partits, la qual li va obrir les portes del continent. Ha militat a la lliga belga, alemanya, espanyola i anglesa, deixant una empremta golejadora destacable, especialment a la primera part de la seua carrera.
A Anglaterra va militar a l'Stoke City FC, un club amb llarga història de futbolistes i entrenadors islandesos, inclosos el pare i el germà menut de Gudjonsson.

## Selecció
Gudjonsson ha estat 58 vegades internacional amb la selecció d'Islàndia, tot marcant 13 gols.